# 杰克·帕兰斯
杰克·帕兰斯（英語：Jack Palance，/ˈpæləns/ PAL-əns，1919年2月18日—2006年11月10日），出生名沃洛迪米尔·帕拉赫纽克（Volodymyr Palahniuk），美国男演员。他以扮演硬汉和恶棍著称，曾三次提名奥斯卡最佳男配角奖。最终凭借电影《城市滑頭》获得该奖项。